# Iglesia del Espíritu Santo (Riópar)
La iglesia parroquial del Espíritu Santo, en Riópar Viejo, pedanía del municipio de Riópar, provincia de Albacete, España, es un templo católico que está catalogado como Bien de Interés Cultural el 18 de diciembre del año 1981, con código identificativo: RI-51-0004544.

## Historia
En la entrada de Riópar del Diccionario geográfico-estadístico-histórico de España y sus posesiones de Ultramar de Pascual Madoz, aparece mencionada una iglesia parroquial que recibe el nombre de «El Espíritu Santo». Conquistada la plaza de Riópar a los árabes en el siglo XIII, comenzó a producirse el asentamiento de la población extramuros a partir del siglo XIV, pese a que no hay documentación que acredite la existencia de la iglesia en la localidad hasta mediados del siglo XV, existiendo prueba documental de estar construida en 1475, cuando se hace referencia a la intervención que se hizo en la iglesia para abrir en sus muros troneras desde las que poder disparar contra el Alcázar.

## Descripción

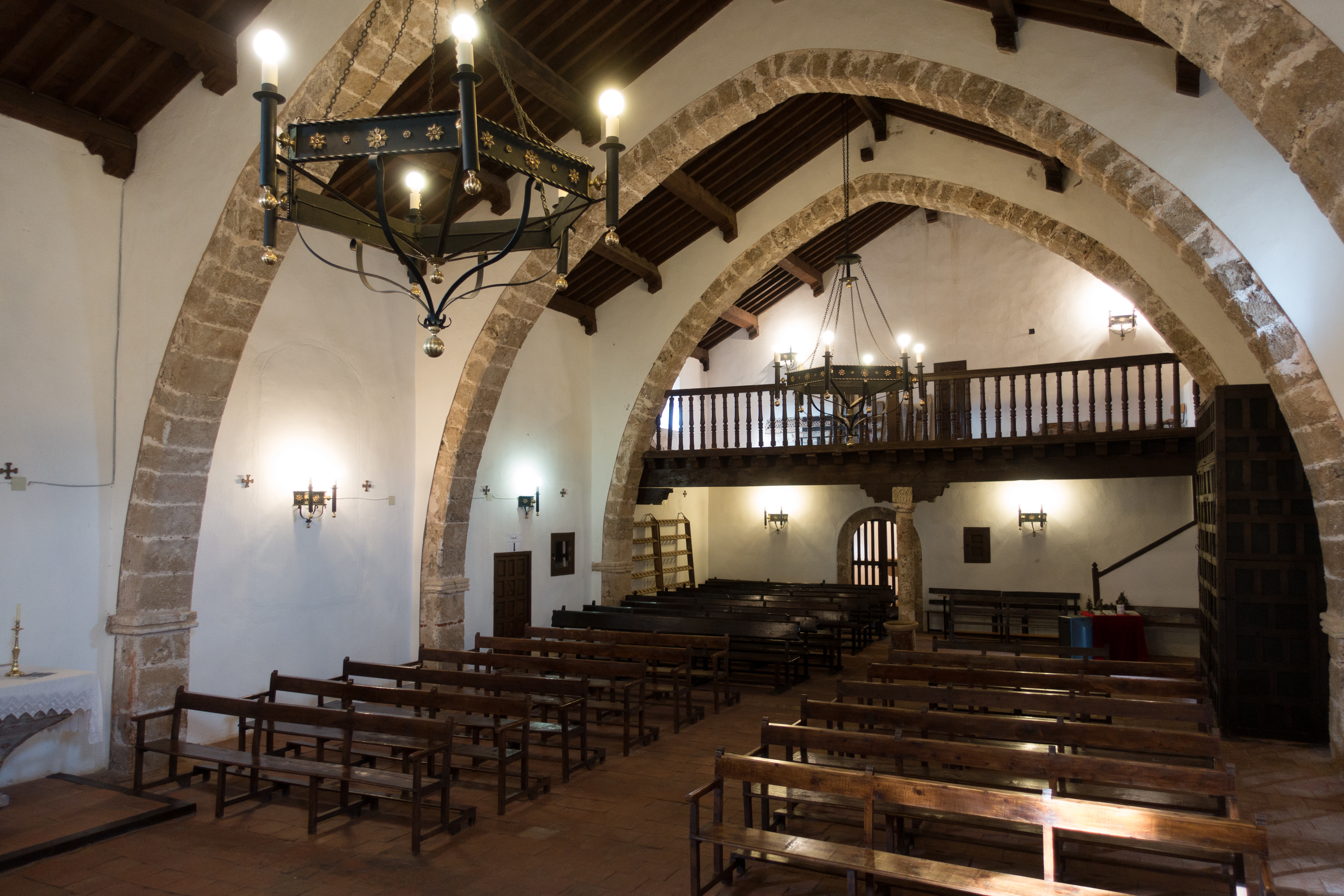
Interior

La iglesia parroquial del Espíritu Santo presenta planta rectangular (de pequeñas dimensiones: 19 por 11 metros) con cinco crujías separadas por arcos diafragma y con cabecera plana. La única nave que tiene se cubre interiormente con una armadura de madera decorada con pinturas de tipo mudéjar, mientras que externamente presenta techo a dos aguas con cubierta de tejas. También hay que destacar en su interior la presencia de un coro de madera sostenido por una columna. Además, hace unos años se descubrieron unos importantes frescos encubiertos tras el altar. Puede visitarse la recreación de la restauración de los mismos en la Exposición "Las Edades de Riópar", en Riópar Viejo